# ファミスタ3
『ファミスタ3』（Famista 3）はナムコが1993年10月29日に発売したゲームボーイ用ソフト。日本国内でのみ発売。

## 概要
本作よりバッテリーバックアップが搭載され、MSX2版以来となるオリジナルチームの作成が可能になった。但し、MSX2版や『ファミスタ'88』のようなオリジナルチームの叩き台となるデータは存在しない。

## ゲームモード
- こうしきせん - エディットチームを含む14チームから1チームを選んで他の13チームと対戦する。
- オールスター - 前作『ファミスタ2』と同様に4種類の選抜チームが選択可能なオールスター戦。
- チームへんせい - エディットチームの管理。
- スコアブック - 球場別・球団別の成績やプレイヤー個人のデータが閲覧可能。

### チーム編成（エディット）
最初に他の13チームからオリジナルチームのベースとなるチームを選択してデータをコピーし、球団名を付ける。球団名と選手名は自由に変更可能であるが、略称は初期設定名・オリジナルズ（Originals）の「O」で固定されている。
また、公式戦で勝利すると蓄積されて行くチームポイントを消費して他チームの選手を個別にコピーし、既存の選手と入れ替えることが可能である。この他、ナムコが発売していた周辺機器・バーコードボーイを使用してバーコードを読み取りオリジナル選手を登録することも可能である。

## 登場するチーム
セントラル・リーグ
- ヤクルトスワローズ
- 中日ドラゴンズ
- 読売ジャイアンツ
- 阪神タイガース
- 横浜ベイスターズ
- 広島東洋カープ

パシフィック・リーグ
- 西武ライオンズ
- 日本ハムファイターズ
- オリックス・ブルーウェーブ
- 近鉄バファローズ
- 千葉ロッテマリーンズ
- 福岡ダイエーホークス

その他
- ナムコスターズ - シリーズ恒例となっているナムコキャラクターのオールスターチーム。

### オールスター
『ファミスタ'92』と同じ。前作と同様、公式戦の14チーム（エディットチーム含む）とオールスターチームを対戦させることは出来ない。
- オールセントラル
- オールパシフィック
- オールイースタン（巨人・ヤクルト・横浜・西武・日本ハム・ロッテ）
- オールウエスタン（中日・阪神・広島・近鉄・オリックス・ダイエー）

## 球場
以下の3種類の球場から選択可能。
- うまか〜ドーム - 本作の発売年に開業した福岡ドームがモデルの開閉式ドーム球場。両翼100m・センター122mの人工芝グラウンド。
- ひらめ球場 - 内野にも天然芝が敷き詰められている野球場。センターが125mと通常の規格より広いだけでなく、両翼も右翼95m・左翼115mとレフト側が極端に広くなっている。
- かれい球場 - 内野が土・外野が天然芝の野球場。ひらめ球場とは逆に、両翼も右翼110m・左翼99mとライト側がやや広い。センターはひらめ球場と同じ125m。

## 備考
本作はファミスタシリーズにおいて、イチローが「すずき」の選手名で初めて登場したタイトルである。